# Подорожник морской
Подоро́жник морско́й, или подоро́жник примо́рский (лат. Plantágo marítima) — растение, вид рода Подорожник семейства Подорожниковые.

## Ботаническое описание
Многолетнее травянистое растение высотой от 10 до 60 см. Корень стержневой.
Листья эллиптические или линейно-ланцевидные, острые, голые или густоволосистые.

## Распространение и экология
Произрастает на каменистых берегах и солончаках. В России встречаются в регионах, омываемых Белым, Баренцевым, Каспийским, Карским, Японским, Беринговым, Балтийским и Черным морями, а также в Новгородской, Липецкой, Самарской и Ульяновской областях.

## Хозяйственное значение и применение
Листья используются в кулинарии в приготовлении салатов.

## Классификация

### Таксономическое положение
- Plantago maritima L., 1752, Sp. Pl. : 114

Вид Подорожник морской относится к роду Подорожник (Plantago) семейства Подорожниковые (Plantaginaceae) порядка Ясноткоцветные (Lamiales) клады Ламииды, последовательно входящей в более крупные клады Астериды → Суперастериды → Эвдикоты → Цветковые растения. Таксономическая схема в соответствии с Системой APG IV по состоянию на декабрь 2023 года:
|  |                          |  |                                   |                                   |                          |  | еще 23 семейства | еще 23 семейства |                        |  |                         |  | еще 247 подтвержденных видов и 67 видов в статусе "неподтвержденных" | еще 247 подтвержденных видов и 67 видов в статусе "неподтвержденных" |  |
|  |                          |  |                                   |                                   |                          |  | еще 23 семейства | еще 23 семейства |                        |  |                         |  | еще 247 подтвержденных видов и 67 видов в статусе "неподтвержденных" | еще 247 подтвержденных видов и 67 видов в статусе "неподтвержденных" |  |
|  |                          |  |                                   | порядок Ясноткоцветные            |                          |  |                  |                  | род Подорожник         |  |                         |  |                                                                      |                                                                      |  |
|  |                          |  |                                   | порядок Ясноткоцветные            |                          |  |                  |                  | род Подорожник         |  | 2 внутривидовых таксона |  |                                                                      |                                                                      |  |
|  | клада Цветковые растения |  |                                   |                                   | семейство Подорожниковые |  |                  |                  | вид Подорожник морской |  |                         |  |                                                                      |                                                                      |  |
|  | клада Цветковые растения |  |                                   |                                   |                          |  |                  |                  |                        |  |                         |  |                                                                      |                                                                      |  |
|  |                          |  | ещё 63 порядка цветковых растений | ещё 63 порядка цветковых растений |                          |  |                  | еще 105 родов    | еще 105 родов          |  |                         |  |                                                                      |                                                                      |  |
|  |                          |  |                                   | ещё 63 порядка цветковых растений |                          |  |                  |                  | еще 105 родов          |  |                         |  |                                                                      |                                                                      |  |

### Внутривидовые таксоны
- Plantago maritima subsp. maritima
- Plantago maritima subsp. subpolaris (Andrejev) Tzvelev

### Синонимы
- Arnoglossum maritimum (L.) Gray
- Plantaginella maritima (L.) Fourr.
- Plantago maritima f. maritima
- Plantago oliganthos var. oliganthos